# Cia. Zero Zero
Cia. Zero Zero é uma companhia de teatro de São Paulo. Seus últimos e mais famosos espetáculos foram "O Caderno da Morte", "Olhos de Coral" e "O Círculo de Giz Caucasiano".

## Espetáculo "O Caderno da Morte"
O espetáculo da Cia. Zero Zero é inspirada no mangá Death Note, de Tsugumi Ohba e tem direção de Alice K. Estreou no Sesi Vila Leopoldina (São Paulo Capital) onde as sessões foram realizadas sábado e domingo (18 e 19/04), às 20 horas com entrada franca.
A montagem, que discute a violência urbana, é inspirada no mangá Death Note, de Tsugumi Ohba, um dos dez mais vendidos nos Estados Unidos e no Japão e lançado no Brasil apenas no ano passado.
A história gira em torno do caderno do Deus da Morte no Japão, um ser místico que pode adotar várias formas. Aquele cujo nome for escrito no caderno morrerá. Um estudante encontra o Caderno da Morte por acaso e decide usá-lo para criar um mundo melhor. O jovem vira, então, um justiceiro e passa a usar o caderno para liquidar criminosos do mundo todo. A onda de assassinatos desperta o interesse da polícia, que passa a investigar o paradeiro deste justiceiro com a ajuda de um jovem detetive de identidade secreta. A partir daí, o espetáculo torna-se uma aventura policial, com requintes de humor, suspense e mistério.
De acordo com a diretora Alice K, descendente de japoneses, “os dois jovens oponentes possuem senso de justiça distintos, ainda que bastante concretos, e os revelam em ações completamente diferentes”.
A violência urbana é o tema principal da peça, cujo projeto surgiu do interesse do ator Bruno Garcia pelo universo das histórias em quadrinhos, anime e mangá. Associado à proposta ousada e contemporânea do espetáculo, está o know how da diretora, que contribuiu com sua experiência de duas décadas na arte da interpretação, com ênfase na cena oriental.
Para a diretora, trata-se de uma história ocidental, construída num universo urbano e contemporâneo. “Não é um mangá dos samurais. Tampouco um teatro de mangá. Tentamos construir uma outra linguagem”, concluiu a diretora.
Ficha Técnica:
- Dramaturgia: Bruno Garcia
- Direção: Alice K.
- Elenco: Bruno Garcia, Miguel Artênsia, Rudson Marcello, Thais Brandeburgo e Vinicius Carvalho
- Figurinos: Patrícia Brito e Lívia de Paula
- Cenografia: Laura Di Marc
- Sonoplastia: Gregory Slivar
- Imagens: André Menezes
- Iluminação: Eduardo Albergaria
- Operação de Luz: Erik Morais e Nádia Recioli
- Fotografia: Alexandre Sales
- Direção de Produção: Thais Rossi

## Currículo da Companhia
Criada há sete anos, a Cia. Zero Zero é constituída por atores formados pelo curso de artes cênicas, da Universidade Estadual de Campinas (Unicamp). Trabalhou com diversos diretores, como Matteo Bonfito, Verônica Fabrini, Renato Cohen, Isa Kopelman, Marcelo Lazzaratto, Tiche Vianna e Jean-Jacques Mutin.
De seu repertório, destacam-se cinco espetáculos: A Peça Didática de Baden-Baden Sobre o Acordo, que participou do XII Festival de Teatro de Curitiba (2003) e O Círculo de Giz Caucasiano, presente na edição seguinte, o XIII Festival de Teatro de Curitiba (2004) – ambas sob a direção de Marcelo Lazzaratto. A montagem Cruzadas foi dirigida por Jean-Jacques Mutin. Água Desnuda, com direção de Mariana Coral, recebeu o prêmio de Melhor Bailarina e Menção Honrosa no 7º Curta Dança Sorocaba (2003); além de Olhos de Coral, de Tiche Vianna, vencedor do prêmio do 9º Cultura Inglesa Festival. 
Teatro: 
- 2002 - A Tempestade
- 2003 - O Círculo de Giz Caucasiano
- 2003 - A peça Didática de Baden-Baden Sobre o Acordo
- 2004 - Cruzadas
- 2005 - Olhos de Coral
- 2008 - O Caderno da Morte
- 2012 - T.R.A.N.S. - Transtornos Revelados Ainda Não Solucionados
- 2017 - Receita de Oito Dias

Audiovisual:

- Happy Hour, uma homenagem a Harold Pinter. 2021